# Apogon bryx
Apogon bryx is een  straalvinnige vissensoort uit de familie van kardinaalbaarzen (Apogonidae). De wetenschappelijke naam van de soort is voor het eerst geldig gepubliceerd in 1998 door Thomas H. Fraser. Het holotype werd gevangen in 1966 in de baai van Balayan in de Filipijnse provincie Batangas op het eiland Luzon, op 146-155 meter diepte. De standaardlengte (vanaf de kop tot aan het begin van de staartvin) ervan is 42,5 mm.